# Otto Friedrich Gruppe
Otto Friedrich Gruppe (Danzica, 1804 – Berlino, 1876) è stato un filologo classico tedesco.
Docente all'università di Berlino dal 1844 e segretario della Reale accademia di belle arti dal 1863, fu filosoficamente avverso a Georg Wilhelm Friedrich Hegel, contro cui scrisse Antäus (1831).
Ebbe il merito di riscoprire la poetessa latina Sulpicia.